# Amigdoscalpellum costellatum
Amigdoscalpellum costellatum is een rankpootkreeftensoort uit de familie van de Scalpellidae. De wetenschappelijke naam van de soort is voor het eerst geldig gepubliceerd in 1935 door Withers.